# Roelof Hartplein
Het Roelof Hartplein is een plein in Amsterdam-Zuid waar de Roelof Hartstraat, Van Baerlestraat, Joh. M. Coenenstraat en de Cornelis Anthoniszstraat samenkomen. Het plein kreeg zijn naam in 1917 en is vernoemd naar de geneesheer en filantroop Roelof Hart (1837-1892).

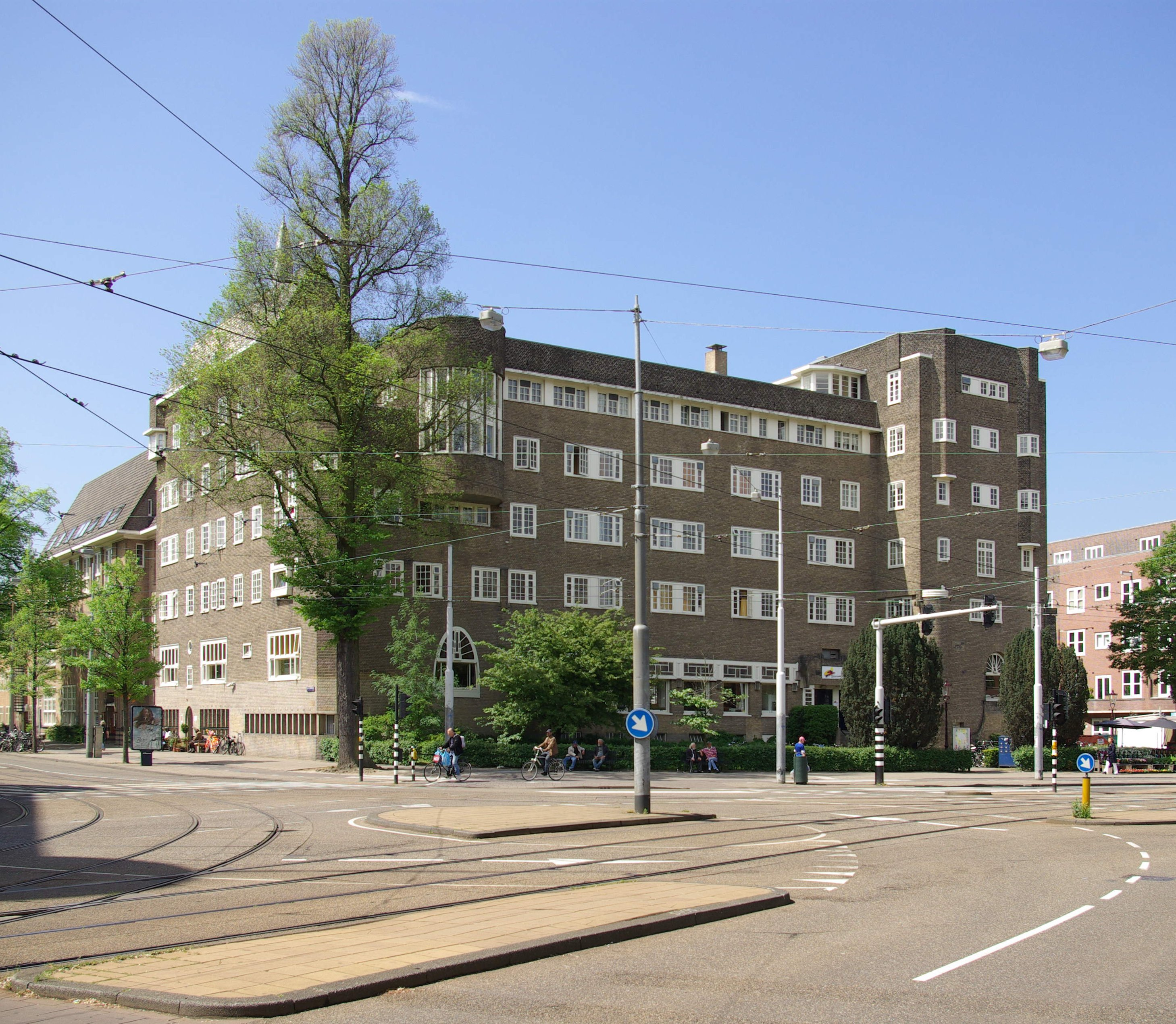
Huize Lydia

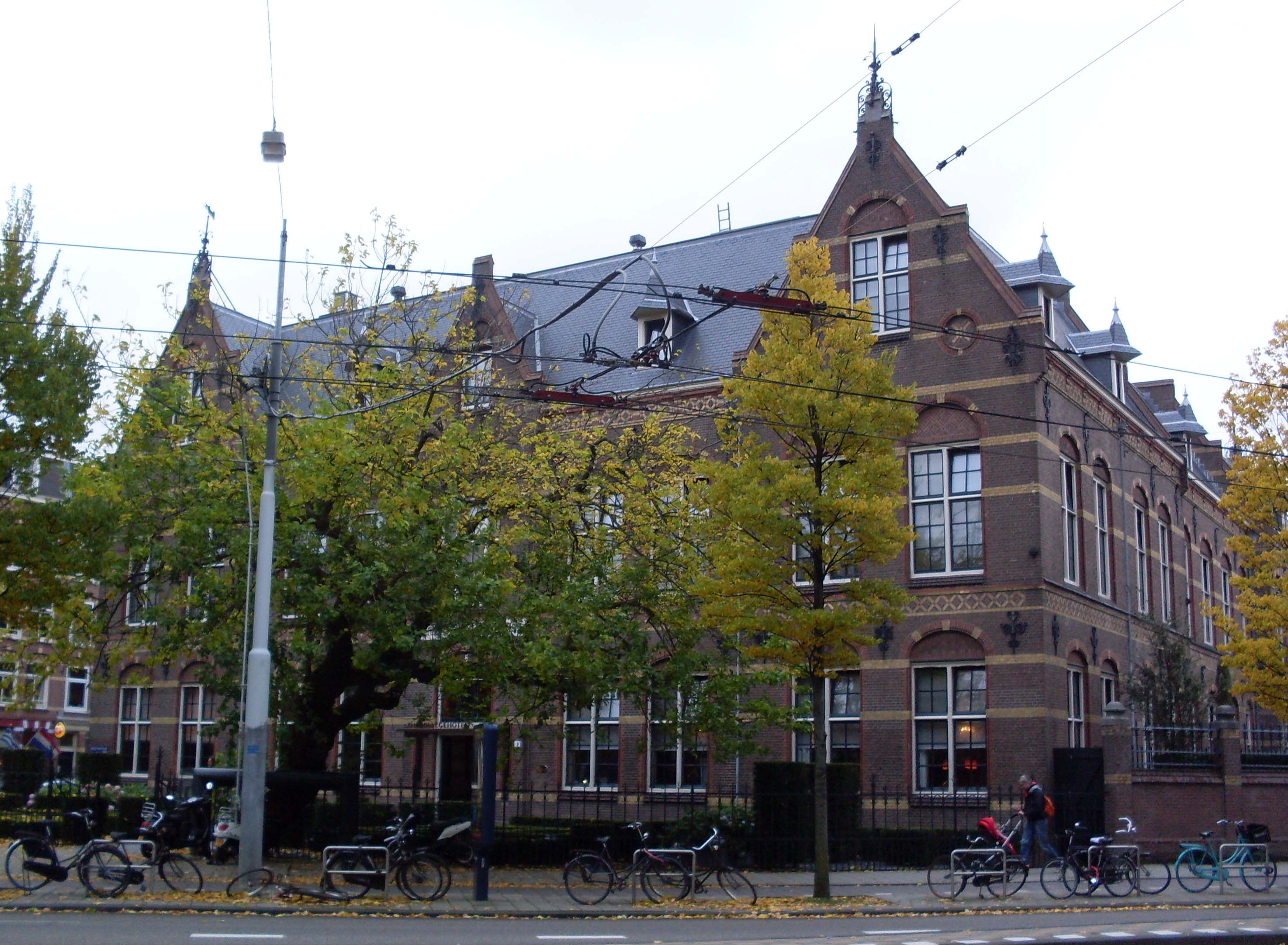
College Hotel

## Gebouwen
Het plein wordt gedomineerd door Huize Lydia en het monumentale pand 'Het Nieuwe Huis' daartegenover met daarin een vestiging van de Openbare Bibliotheek Amsterdam. Voorts bevindt zich hier het bekende Café Wildschut en sinds 2005 kijkt het de hotelopleiding 'The College Hotel', officieel gevestigd in een oud schoolgebouw op adres Roelof Hartstraat 1, uit over het plein.

## Trams
In 1904 kwam de eerste tram over het plein te rijden, dit was lijn 3, toen deze vanaf de Eerste Constantijn Huygensstraat via het Leidse Bosje, P.C. Hooftstraat en Van Baerlestraat werd verlengd in de richting Ceintuurbaan en verder.
Vanaf 1929 verscheen ook lijn 24 op het Roelof Hartplein, in 1977 kwam lijn 12 er bij en in 1978 lijn 5. Lijn 3 is inmiddels al ruim een eeuw een vaste verschijning op het Roelof Hartplein.